# Triin Ojari
Triin Ojari (Tallin, 1974) es una historiadora y crítica de arquitectura estonia.

## Biografía
Licenciada en Historia del arte en la Academia de Arte de Estonia en 1996, Ojari ha centrado sus trabajos de investigación en la arquitectura moderna del siglo XX, la contemporánea y la vivienda y planificación urbana del período soviético. Fue editora jefe de la revista MAJA y es actualmente directora del Museo de la Arquitectura de Estonia desde 2014. Últimamente, se interesa por el análisis de los discursos que presentan la arquitectura en publicaciones y medios. Entre su obra escrita, destacan Positions: Articles on Architecture 1992-2011 (2012) y 21st Century House: New Estonian Residential Architecture (2007). Es miembro del equipo de expertos del Premio de Arquitectura Contemporánea de la Unión Europea – Premio Mies van der Rohe así como del Premio Europeo del Espacio Público Urbano desde 2012.